# Polisen i Kambodja

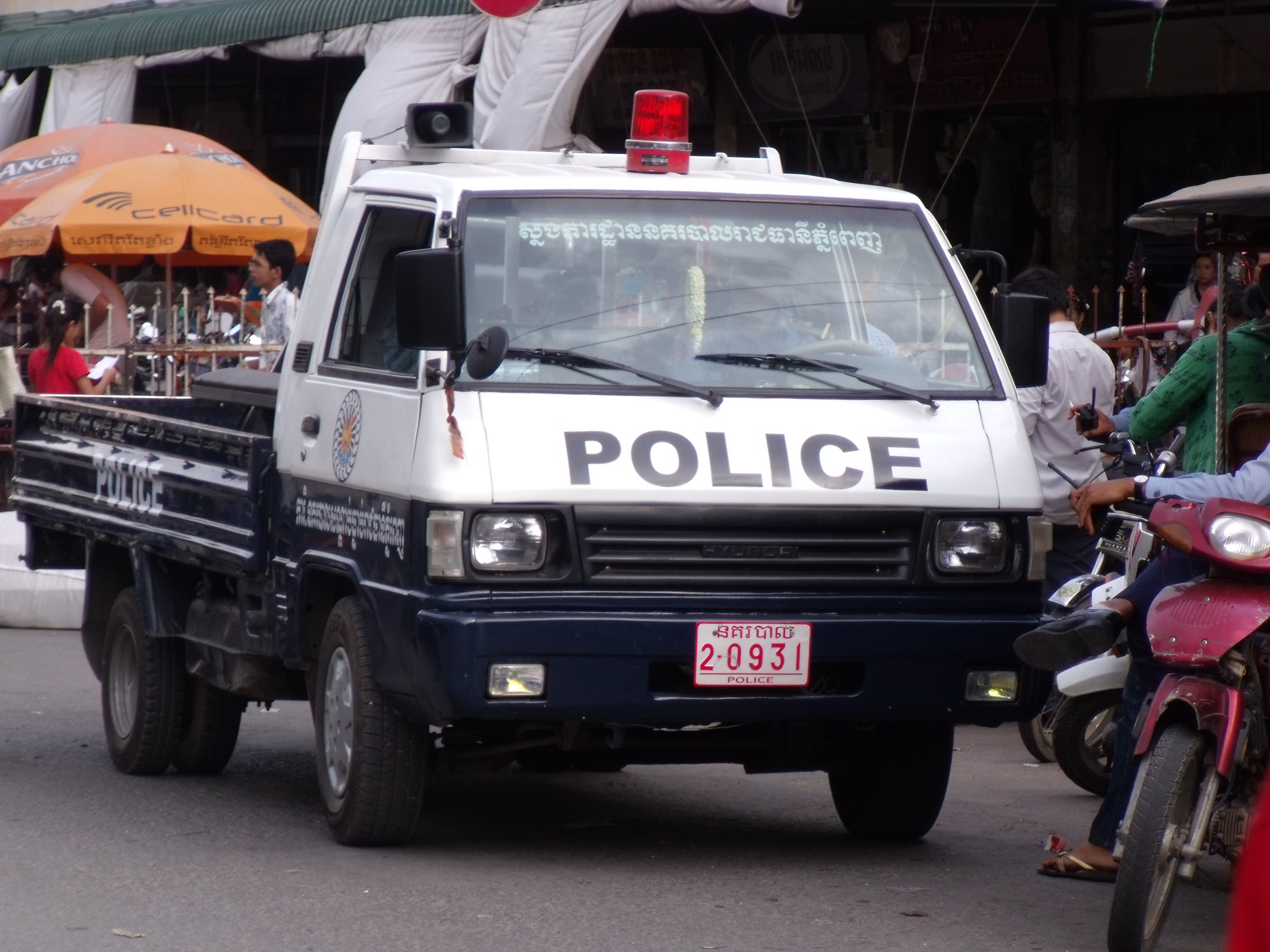
Ett polisfordon i Kambodjas huvudstad, Phnom Penh.

Polisen i Kambodja är ett av tre departement som inordnas under Kambodjas inrikesdepartement, tillsammans med generaldepartementet för administration och generalinspektoratet för politiska, administrativa och polisiära. Den nationella polisen har cirka 64 000 anställda och är indelad i fyra autonoma enheter och fem centrala departement. Den nationella polisen har till stor del ett delat ansvar med militärpolisen i landet, som ligger under försvarsdepartementet. Organisationen kan härledas till den kungliga Khmer-polisen under Kungariket Kambodja (1953–1970).